# Tiro esportivo nos Jogos Europeus de 2015 - Carabina três posições 50 m feminino
A competição carabina três posições 50 m feminino foi um dos eventos do tiro esportivo nos Jogos Europeus de 2015, em Baku, no Azerbaijão. Foi disputada no Centro de Tiro de Baku no dia 19 de junho.

## Calendário
Horário de verão do Azerbaijão (UTC+5).
| Data        | Horário | Fase         |
| ----------- | ------- | ------------ |
| 19 de junho | 09:00   | Qualificação |
| 19 de junho | 11:45   | Final        |

## Medalhistas
| Ouro   | ITA Petra Zublasing |
| Prata  | FRA Laurence Brize  |
| Bronze | AUT Olivia Hofmann  |

## Resultados

### Qualificação
O resultado da qualificação foi seguinte.
| Pos. | Atiradora               | Ajoelhado | Ajoelhado | Deitado | Deitado | Em pé | Em pé | Total | Xs | Notas                      |
| Pos. | Atiradora               | 1         | 2         | 1       | 2       | 1     | 2     | Total | Xs | Notas                      |
| ---- | ----------------------- | --------- | --------- | ------- | ------- | ----- | ----- | ----- | -- | -------------------------- |
| 1    | ITA Petra Zublasing     | 96        | 99        | 98      | 99      | 97    | 100   | 589   | 31 | Recorde dos Jogos Europeus |
| 2    | GER Beate Gauß          | 99        | 98        | 99      | 99      | 97    | 94    | 586   | 27 |                            |
| 3    | UKR Natallia Kalnysh    | 96        | 97        | 99      | 99      | 93    | 96    | 580   | 28 |                            |
| 4    | SUI Petra Lustenberger  | 95        | 96        | 97      | 99      | 95    | 98    | 580   | 27 |                            |
| 5    | GBR Jennifer McIntosh   | 97        | 93        | 97      | 98      | 97    | 98    | 580   | 25 |                            |
| 6    | FRA Laurence Brize      | 98        | 98        | 98      | 99      | 94    | 93    | 580   | 22 |                            |
| 7    | AUT Olivia Hofmann      | 94        | 94        | 99      | 98      | 98    | 96    | 579   | 25 |                            |
| 8    | SRB Ivana Maksimović    | 95        | 95        | 99      | 100     | 96    | 94    | 579   | 24 |                            |
| 9    | RUS Yulia Karimova      | 99        | 94        | 99      | 98      | 95    | 94    | 579   | 24 |                            |
| 10   | CRO Snježana Pejčić     | 99        | 92        | 97      | 98      | 97    | 96    | 579   | 23 |                            |
| 11   | ITA Sabrina Sena        | 98        | 94        | 100     | 99      | 95    | 92    | 578   | 19 |                            |
| 12   | GER Amelie Kleinmanns   | 99        | 98        | 99      | 98      | 94    | 89    | 577   | 28 |                            |
| 13   | CZE Nikola Mazurová     | 94        | 96        | 96      | 98      | 95    | 98    | 577   | 27 |                            |
| 14   | POL Paula Wrońska       | 93        | 98        | 99      | 99      | 95    | 93    | 577   | 26 |                            |
| 15   | SVK Daniela Pešková     | 96        | 95        | 99      | 99      | 92    | 96    | 577   | 25 |                            |
| 16   | UKR Lessia Leskiv       | 98        | 97        | 100     | 100     | 92    | 90    | 577   | 21 |                            |
| 17   | RUS Polina Khorosheva   | 94        | 96        | 99      | 96      | 97    | 94    | 576   | 22 |                            |
| 18   | SLO Živa Dvoršak        | 97        | 94        | 98      | 98      | 95    | 94    | 576   | 22 |                            |
| 19   | POL Agnieszka Nagay     | 97        | 97        | 99      | 96      | 95    | 92    | 576   | 22 |                            |
| 20   | SRB Andrea Arsović      | 94        | 95        | 98      | 98      | 95    | 96    | 576   | 20 |                            |
| 21   | SUI Marina Schnider     | 96        | 96        | 97      | 98      | 93    | 95    | 575   | 24 |                            |
| 22   | EST Anzela Voronova     | 95        | 97        | 99      | 100     | 90    | 94    | 575   | 21 |                            |
| 23   | SVK Jana Hyblerová      | 99        | 94        | 97      | 99      | 92    | 94    | 575   | 20 |                            |
| 24   | HUN Kata Zwickl-Veres   | 97        | 95        | 98      | 99      | 92    | 94    | 575   | 19 |                            |
| 25   | CZE Adéla Sýkorová      | 97        | 97        | 97      | 96      | 93    | 92    | 572   | 24 |                            |
| 26   | SLO Urška Kuharič       | 94        | 94        | 97      | 98      | 92    | 96    | 571   | 19 |                            |
| 27   | NOR Malin Westerheim    | 95        | 95        | 97      | 94      | 94    | 96    | 571   | 18 |                            |
| 28   | DEN Stine Nielsen       | 96        | 92        | 99      | 97      | 93    | 93    | 570   | 22 |                            |
| 29   | BEL Stephanie Vercrusse | 95        | 96        | 94      | 96      | 93    | 94    | 568   | 10 |                            |
| 30   | SWE Lotten Johansson    | 92        | 99        | 99      | 98      | 90    | 88    | 566   | 20 |                            |
| 31   | FRA Judith Gomez        | 93        | 96        | 97      | 96      | 91    | 90    | 563   | 15 |                            |
| 32   | AUT Stephanie Obermoser | 94        | 95        | 97      | 95      | 91    | 91    | 563   | 14 |                            |
| 33   | DEN Rikke Ibsen         | 91        | 95        | 94      | 97      | 89    | 97    | 563   | 11 |                            |
| 34   | CRO Tanja Perec         | 95        | 90        | 97      | 97      | 91    | 91    | 561   | 15 |                            |

### Final
O resultado final foi o seguinte.
| Pos.              | Atiradora              | Ajoelhado | Deitado | Em pé | Em pé | Em pé | Em pé | Em pé | Em pé | Notas           |
| Pos.              | Atiradora              | Ajoelhado | Deitado | 1     | 2     | 3     | 4     | 5     | 6     | Notas           |
| ----------------- | ---------------------- | --------- | ------- | ----- | ----- | ----- | ----- | ----- | ----- | --------------- |
| Medalha de ouro   | ITA Petra Zublasing    | 153.3     | 311.1   | 412.9 | 422.7 | 432.9 | 443.6 | 454.4 | 464.7 | Recorde mundial |
| Medalha de prata  | FRA Laurence Brize     | 151.9     | 306.2   | 405.9 | 416.0 | 425.6 | 435.8 | 446.2 | 454.6 |                 |
| Medalha de bronze | AUT Olivia Hofmann     | 149.8     | 306.3   | 403.7 | 413.4 | 423.6 | 433.5 | 443.2 |       |                 |
| 4                 | SRB Ivana Maksimović   | 150.7     | 305.7   | 401.3 | 410.4 | 420.8 | 430.4 |       |       |                 |
| 5                 | GER Beate Gauß         | 146.7     | 301.9   | 400.1 | 410.5 | 419.6 |       |       |       |                 |
| 6                 | SUI Petra Lustenberger | 151.9     | 304.8   | 400.3 | 409.5 |       |       |       |       |                 |
| 7                 | GBR Jennifer McIntosh  | 153.8     | 305.4   | 399.7 |       |       |       |       |       |                 |
| 8                 | UKR Natallia Kalnysh   | 147.9     | 300.3   | 397.2 |       |       |       |       |       |                 |